# دولتو (ملكاري)
دولتو هي قرية في مقاطعة سردشت، إيران. عدد سكان هذه القرية هو 255 في سنة 2006.